# Bistrica (Lazarevac)
Bistrica es un pueblo ubicado en la municipalidad de Lazarevac, en el distrito de Belgrado, Serbia.

## Superficie
Posee una superficie de 9,522 kilómetros cuadrados.

## Demografía
Hasta 2011 la población era de 441 habitantes, con una densidad de población de 46,32 habitantes por kilómetro cuadrado.